# Necromys
Necromys es un género de roedores de pequeño tamaño de la familia Cricetidae, integrado por 8 especies vivientes (y 2 fósiles), denominadas comúnmente ratones cavadores. Habitan en el norte y centro de Sudamérica.

## Taxonomía
Este género fue descrito originalmente en el año 1899 por el zoólogo argentino Florentino Ameghino, para incluir a un taxón fósil, exhumado de estratos del Pleistoceno tardío del norte de la provincia de Buenos Aires en el centro-este de la Argentina: Necromys conifer.
En 1916 Oldfield Thomas creó Bolomys para aplicar sobre las restantes especies, todas vivientes, sin embargo, dado que estas se corresponden con el mismo género que la fósil, debe ser utilizado el nombre más antiguo.
Necromys está estrechamente relacionado con otros géneros de ratones de campo suramericanos, especialmente con Akodon, incluso algunos autores lo clasificaron como un subgénero de este último. 
A N. obscurus y N. temchuki se las ha separado en un género propio, Cabreramys Massoia & Fornes, 1967. 
Subdivisión
Este género se subdivide en 8 especies vivientes y 2 fósiles:
- Necromys amoenus (Thomas, 1900)
- Necromys lactens (Thomas, 1918)
- Necromys lasiurus (Lund, 1840)
- Necromys lenguarum Thomas, 1898
- Necromys lilloi Jayat, D’ Elía, Ortiz & Teta, 2016[5]
- Necromys obscurus (Waterhouse, 1837)
- Necromys punctulatus (Thomas, 1894)[6]
- Necromys urichi (J. A. Allen & Chapman, 1897)
- Necromys conifer† Ameghino, 1899 (especie solo conocida por el registro fósil).[7]
- Necromys bonapartei† Reig, 1978 (especie solo conocida por el registro fósil).

Otras dos especies suelen ser incluidas en la sinonimia de Necromys lasiurus: 
- Necromys benefactus (Thomas, 1919)
- Necromys temchuki (Massoia, 1980)

## Distribución geográfica y hábitat
Sus especies habitan en estepas andinas, altiplánicas, bosques secos del gran chaco y pastizales y sabanas de tierras bajas subtropicales y tropicales, en Venezuela, Colombia, Ecuador, Perú, Bolivia, Paraguay, Brasil, Uruguay y la Argentina.

## Características y costumbres
Son roedores pequeños, de cerca de 14 centímetros de largo corporal, al que se le añade una cola de algo menos de 10 cm. Su peso es de alrededor de 20 a 50 gramos. 
Son de hábitos nocturnos y subterráneos, excavando sus propios túneles. Su dieta es omnívora, consumiendo insectos y material vegetal. Las hembras paren varias veces al año, de 3 a 6 crías por vez, después de un período de gestación de 21 a 23 días. 